# Zamirchor
Der Zamirchor e. V. (hebräisch: הזמיר Zamir „Nachtigall“) ist ein gemischter Chor aus Bayreuth in Oberfranken, dessen Ziel es ist, auf regionaler wie internationaler Ebene kulturell integrativ zur Völkerverständigung beizutragen.

## Entstehung
Die Opernsängerin und Gesangspädagogin Barbara Baier aus Bayreuth lernte in der Schweiz den israelisch-jüdischen Pianisten und Dirigenten Issak Tavior durch Zufall kennen.
Gemeinsame Konzerte und Liederabende folgten – zunächst ausschließlich in der Schweiz, da er nicht in „the land of nazis“ wollte.
Die künstlerische Zusammenarbeit motivierte Tavior dazu, Texte aus dem alten Testament zu vertonen. Seine zwei ersten Werke entstanden: die Kantate „Shma Israel“, Höre Israel, der Ewige ist unser Gott, der Ewige ist einzig (das ist der Text des jüdischen Gebetes, das Gläubige mehrmals täglich beten) und die Symphonische Dichtung „The Vision of the Dry Bones“, Die Auferweckung des Volkes nach dem Buch des Propheten Ezechiel. Die beiden Künstler begannen, die Werke, gedacht für Soli, Chor und Orchester, in Miniaturfassung mit Gesang und Klavier dem Publikum vorzustellen.
Zurück in Bayreuth organisierte Barbara Baier einen Projektchor aus ihren Schülern und Studenten – Ursprung des Zamirchores.
Die Werke waren fertig einstudiert in hebräischer Sprache, und Itzhak Tavior wurde eingeladen, nach Deutschland zu kommen, um gemeinsam mit dem Projektchor seine Werke am Klavier aufzuführen. Der einzige Aufführungstermin, der für alle möglich war, fiel zufällig auf den Holocaustgedenktag, damals im Mai 2005. Wegen des zu heiklen Datums befragte Tavior in seiner Heimat einige Rabbiner, die ihn zu der Reise ermunterten.
Erstmals wurde so in Bayreuth ein Holocaustgedenktag begangen, gemeinsam mit Juden und Christen, Israelis und Deutschen.
Im selben Jahr fand an der Universität Bayreuth ein „come together“ statt, eine Tagung, zu deren Initiatoren neben Barbars Baier  Pfarrer Peter Hirschberg als Referent gehörten sowie der israelische, arabisch-jüdische Journalist Daniel Dagan, der einen Vortrag zum Thema des Israelisch-Palästinensischen Konfliktes hielt.
Bei dieser Gelegenheit sang der Projektchor weitere hebräische Kompositionen von Itzhak Tavior.
Im April 2006 wurde der Zamirchor e. V. offiziell gegründet.
Seitdem sieht der Chor seine Aufgabe unter dem Aspekt der Völkerverständigung in der Intensivierung der Beziehungen zwischen Deutschen und Israelis sowie Juden und Christen. Dafür organisiert er, neben regionalen Aktivitäten, zusammen mit israelischen Chören gemeinsame musikalische Projekte, auch auf internationaler Ebene.

## Wirken
Der Zamirchor hat mehrere bedeutende Auftritte absolviert, darunter Konzerte anlässlich des Holocaustgedenktages bei den Vereinten Nationen in New York und in Genf, sowie Konzerte in Israel, Polen, Moldawien und der Ukraine, welche die kulturelle und historische Verbindung zwischen den beiden Ländern, zwischen Juden und Christen, stärken. Durch diese Konzerte und die damit verbundenen interkulturellen Begegnungen trägt der Zamirchor weiterhin zu einem tieferen Verständnis und Respekt zwischen den verschiedenen Kulturen bei.
Die Mitgliedschaft im Fränkischen Sängerbund und die Anerkennung als Leistungschor unterstreichen den künstlerischen Wert und die soziale Bedeutung des Chores. Der Zamirchor steht exemplarisch für die Kraft der Musik, die Menschen über historische, kulturelle und religiöse Grenzen hinweg verbindet und einen Dialog fördert, der zur Heilung historischer Wunden und zum Aufbau einer gemeinsamen, friedlichen Zukunft beiträgt.
Das Repertoire erstreckt sich vom Barock bis zur Moderne und wurde von 2006 bis 2023 durch (Ur-)Aufführungen von Werken Itzhak Taviors bereichert.
Die Gründerin des Zamirchors, Barbara Baier, wurde am 7. März 2024 mit dem Bundesverdienstkreuz am Bande ausgezeichnet, überreicht durch den Bayerischen Staatsminister für Wissenschaft und Kunst, Markus Blume.

### Internationaler Auftakt
Die Konzerte anlässlich der Feierlichkeiten zum 60-jährigen Bestehen des Staates Israel 2008 in der Stadthalle Bayreuth mit den Hofer Symphonikern und im Staatstheater Nürnberg mit den Nürnberger Philharmonikern führten 2010 zur Einladung des Chores zum internationalen Holocaustgedenktag vor die United Nations General Assembly Hall in New York City. Es war ein historisches Konzert: zum ersten Mal beteiligten sich Deutschland und Israel gemeinsam singend an diesem Ort. Tavior dirigierte; bei einem weiteren Konzert in New York in der Park East Synagoge saß er am Flügel.
Aufgrund des Audiovideos 2008 in Bayreuth mit seiner Komposition The Vision of the Dry Bones (s. o.) erhielt Tavior den Zionistenpreis des Kultusministeriums des Staates Israel.

### Konzerte zur Völkerverständigung
04.05.2005: Yom HaShoah – Zum ersten Mal in Bayreuth veranstaltet der Projektchor ein Gedenken an den Holocaust mit Juden, Christen, Israelis und Deutschen. Aufführung von Itzhak Taviors Werken Vision of the Dry Bones und Shma Israel.
02.04.2006: Offizielle Gründung des Zamirchores aus dem Projektchor.
26.05.2008: 60 Jahre Staat Israel Galakonzert im Staatstheater Nürnberg mit den Nürnberger Philharmonikern, dem Jerusalem Chamber Oratorio Choir, dem Philharmonischen Chor Bayreuth und dem Zamirchor Bayreuth. Leitung von Issak Tavior und Arn Goerke.
27.05.2008: 60 Jahre Staat Israel Galakonzert in der Stadthalle Bayreuth mit gleicher Besetzung. Erstmaliges Auftreten eines israelischen Chors in Bayreuth.
27.01.2010: Konzert zum Internationalen Holocaustgedenktag vor den Vereinten Nationen in der Assembly Hall in New York. Erster gemeinsamer Auftritt deutscher und israelischer Musiker bei dieser Gedenkveranstaltung.
28.01.2010: Konzert zum Holocaustgedenktag in der Park-East Synagoge New York mit dem Deutschen und Israelischen Generalkonsul.
26.01.2011: Jerusalem Oratorio Chamber Choir, Zamirchor, Deutsches Radio-Kammerorchester zum Deutsch-Französischen Freundschaftstag, Kirche St. Bernadette in Annecy, Partnerstadt Bayreuths. Dirigent: Tavior
27.01.2011: Konzert zum Internationalen Holocaust-Gedenktag in den Vereinten Nationen in Genf in gleicher Besetzung.
04.05.2011: Aufnahme im Fränkischen Sängerbund.
02.07.2011: Der Zamirchor wird Sieger des deutschen Chorwettbewerbes beim internationalen Kulturfestival in Berlin für sein gesellschaftspolitisches Engagement im Bereich der Völkerverständigung.
20.–28.03.2012: Erste Konzerttournee nach Israel. A-cappella-Konzert in der Christchurch Jerusalem: Israel Oratorio Chamberchoir und Zamirchor, Begrüßung durch den Bürgermeister von Jerusalem (23. März 2012). Requiem von Mozart im Theater Jerusalem mit dem Israel Oratorio Chamberchoir, dem Zamirchor und dem Israel Chamber Orchestra. Leitung Ronen Borshevsky (24. März 2012); gleiches Programm 25. März 2012 in Herzlyya.
22.–28.01.2014: Konzertreihe zum internationalen Holocaustgedenktag, u. a. in der Freiheitshalle Hof und der Gedenkfeier zum Holocaustgedenktag des Bayerischen Landtags. Jerusalem Oratorio Chamber Choir, Zamirchor und Hofer Symphoniker in der Freiheitshalle Hof.
23.01.2014: Umrahmung der Gedenkfeier zum Holocaustgedenktag des Bayerischen Landtags, gleiche Chorbesetzung, Nürnberger Symphoniker auf dem ehemaligen Reichsparteitagsgelände mit Liveübertragung im BR.
27.04.2014: Konzert mit dem Haifa Symphonieorchester und dem Tivon Chamber Choir in Haifa.
03.–10.05.2015: 2. Konzertreise nach Israel aus Anlass des 50-Jahre-Freundschaftsvertrags zwischen Israel und Deutschland durch David Ben Gurion und Konrad Adenauer: Konzerte Haifa Symphonieorchester, Misgavchor und Zamirchor im Rappaport/Haifa am 7. Mai 2015; im Opernhaus Tel Aviv am 10. Mai; A-cappella-Konzert in Misgav am 9. Mai 2015.
28.06.–05.07.2015: Konzertreihe in Deutschland mit den Hofer Symphonikern und gemeinsamen Acapellakonzert in Bayreuth. Misgav Hagalil Choir, Zamirchor, Hofer Symphoniker anlässlich des 50-jährigen Freundschaftsabkommens zwischen Deutschland und Israel in Hof und Bayreuth.
22.01.2017: Acapellakonzert zum Holocaustgedenktag in Bayreuth.
21.–29.01.2017: Konzertreise in die Schweiz und nach Frankreich zum Holocaustgedenktag.
26.01.2017: Auftritt bei den Vereinten Nationen Genf, deutsches Radio-Orchester, Misgavchor, Zamirchor, internationaler Holocaustgedenktag unter der Schirmherrschaft des Außenministers Dr. Frank-Walter Steinmeier.
27.01.2017: Auftritt im Lac Lugano, gleiche Besetzung, Holocaustgedenktag mit Kooperation des Kanton Tessin und der israelisch-schweizerischen Gesellschaft.
27.08.2017: Drei-Nationen-Projekt in Kępno mit verschiedenen Orchestern und Chören.
26.05.–02.06.2018: Konzertreise (Einladung der Philharmonie Lemberg) nach Lemberg (Lwiw) zum internationalen Festival „Virtuosi“ mit den Lemberger Philharmonikern und dem Ashira-Israel-Chor unter der Schirmherrschaft des deutschen Botschafters Reichel anlässlich 70 Jahre Staat Israel.
07.–11.11.2018: 80 Jahre Pogromnacht – Konzertreise nach Detmold mit dem Ashira-Chor aus Israel und dem Detmolder Kammerorchester.
08.–15.04.2019: 3. Konzertreise nach Israel, Auftritt mit dem Haifa-Symphonieorchester, Ashira-Israel-Chor und Zamirchor in Haifa; A-cappella-Konzert des Zamirchores vor Holocaustüberlebenden im Amchaclub Haifa.
20.–22.06.2019: Aufnahme des jüdisch-arabischen Orchesters aus Tel Aviv mit gemeinsamen Auftritten in Bayreuth und Umgebung.
30.06–08.07.2019: Konzertreise Drei-Nationen-Projekt in Chișinău, Nationalorchester Moldawien und Ashira-Israel-Chor in der Philharmonie.
13.11.–20.11.2021: Konzertreise nach Rom unter Coronabedinungen. Konzert in der Lateranbasilika am 16.11.2021 in Rom im Rahmen des „Festival Internationale Sacrale“ mit dem Orchester Nova Amadeus aus Rom, dem Ashirachor aus Israel und dem Ensemble „Ex Silentio“ aus Dresden unter der Leitung von Itzhak Tavior.
30.06.–05.07.2022: Friedensprojekt Sommer 2022 mit 140 Musikern aus 15 verschiedenen Nationen. Konzertreihe mit dem Deutschen Radio Kammerorchester, Orchestermusikerinnen aus Ushgorod, dem Ashirachor Israel und dem Zamirchor.
03.07.2022: Friedenskonzert in Bamberg im Saal der Bamberger Symphoniker unter der Schirmherrschaft des Oberbürgermeisters von Bamberg Andreas Starke
04.07.2022: Konzert aus Anlass des Anschlags auf die Synagoge von Halle in der Ulrichskirche Halle
05.07.2022: Friedenskonzert in der Stadtkirche Bayreuth mit Spendenaktion für die Ukraine
28.08.–04.09.2023: Konzertreise nach Bulgarien zum Dank an Bulgarien für die Rettung von 48.000 jüdischen Bürgern vor 80 Jahren durch die Bürger Bulgariens und dem König von Bulgarien. Konzert in Sofia am 03.09.2023 unter der Schirmherrschaft des bulgarischen Präsidenten Rumen Radev. Symphonic Orchester Sofia, Capella Anima Plovdiv, Ashirachor Israel unter der musikalischen Leitung von Itzhak Tavior. Konzertübertragung im Bulgarischen Staatsfernsehen.
26.09.–02.10.2023 Konzertreise nach Israel
30.09.2023 Acapellakonzert in Galiläa mit dem Freundschaftschor Ashira
01.10.2023 Konzert zum Laubhüttenfest im Theater Jerusalem. Symphonietta Ra‘anana, Ashirachor Israel und dem Zamirchor mit der Uraufführung des Psalms to Jerusalem von Itzhak Tavior.

### Verschiedenes
2009 sang der Chor bei der Bayreuther Uraufführung der Semi-Oper Wilhelmine – Liebe ist nur Fantasie des Komponisten Hans Martin Gräbner zum Jubiläumsjahr der Wilhelmine von Bayreuth.

## Kritiken
- http://www.nz-online.de/artikel.asp?art=1163221&kat=49
- http://www.nn-online.de/artikel.asp?art=1163460&kat=48&man=3